# C'est quoi l'idée ?
C'est quoi l'idée ? est une série télévisée d'animation française en 52 épisodes d'environ 5 minutes d'après l'œuvre originale Le livre des grands contraires philosophiques publiée aux Éditions Nathan, diffusée à partir du 23 mars 2013 sur France 5 dans Zouzous et sur la BBC dans les CBeebies sous le titre What's The Big Idea?. Au Québec, elle est diffusée depuis l'automne 2013 sur Yoopa.

## Synopsis
Hugo, Lily et Félix sont trois personnages très curieux. Ensemble, ils aiment échanger et discuter. Leurs discussions abordent de grandes questions philosophiques. Tout en parlant, ils arrivent à se forger une opinion.
La série met en scène Hugo, ses amis Lily et Félix, des voix off qui aident le héros, dans un espace intemporel à travers lequel les scènes et les lieux varient au gré de ses questions et de ses pensées.

## Particularités de la série
L'originalité de cette série réside dans la volonté d’animer l’abstrait pour mieux comprendre et apprendre à penser. C'est quoi l'idée ? amène l'enfant à réfléchir à certaines questions telles que « Pourquoi on va à l’école ? », « C’est quoi le travail ? », « Qu’est-ce que c’est la jalousie ? »…
Cette série est inspirée du Livre des grands contraires philosophiques de Oscar Brenifier (texte) et Jacques Després (illustrations).
Cette série télévisée d'animation aborde diverses questions que les enfants posent souvent et pour lesquelles il n'y a pas de réponse évidente. Elle entre dans un projet de France 5 de mettre en scène des héros aux prises avec de grandes questions philosophiques, tout comme la série d'animation Mily Miss Questions.

## Voix
- Diego Debry
- Clarisse de Vinck
- Patrice Baudrier
- Émilie Guillaume
- Guylaine Gibert

## Épisodes
1. Grand
2. Les amis
3. Jouer
4. Apprendre
5. L'école
6. Savoir
7. Le travail
8. Les règles
9. Les décisions
10. La vérité
11. Être juste
12. Choisir
13. Les héros
14. Les animaux de compagnie
15. La jalousie
16. Ma famille
17. L'infini
18. La nature
19. L'art
20. Chez moi
21. La musique
22. Être en colère
23. Aimer
24. Être triste
25. La peur
26. Je veux!
27. Penser
28. Les rêves
29. Mon esprit
30. Mon imagination
31. La mémoire
32. Être gentil
33. Partager
34. Les autres
35. Obéir
36. La bagarre
37. Les compromis
38. Les humains
39. La différence
40. Les sens
41. Les préférences
42. Les conseils
43. Les adultes
44. La liberté
45. Changer
46. Grandir
47. Être vieux
48. La beauté
49. Être fort
50. Être intelligent
51. La patience
52. Être courageux